# نورمان كوتا
نورمان كوتا (بالإنجليزية: Norman Cota)‏ هو عسكري أمريكي، ولد في 30 مايو 1893 في تشيلسي في الولايات المتحدة، وتوفي في 4 أكتوبر 1971 في ويتشيتا في الولايات المتحدة.